# Закшув (Кендзежинсько-Козельський повіт)
Закшув (пол. Zakrzów) — село в Польщі, у гміні Польська Церекев Кендзежинсько-Козельського повіту Опольського воєводства.
Населення — 975 осіб (2011).
У 1975-1998 роках село належало до Опольського воєводства.

## Демографія
Демографічна структура станом на 31 березня 2011 року:
|          | Загалом | Допрацездатний вік | Працездатний вік | Постпрацездатний вік |
| -------- | ------- | ------------------ | ---------------- | -------------------- |
| Чоловіки | 461     | 66                 | 327              | 68                   |
| Жінки    | 514     | 75                 | 319              | 120                  |
| Разом    | 975     | 141                | 646              | 188                  |